# Яковлев, Николай Николаевич (биохимик)
Яковлев Николай Николаевич (22 июля 1911, Петербург — после 1990) — советский и российский биохимик, ученик профессора Н. В. Веселкина.

## Биография
В 1938 году возглавил отдел обмена веществ (впоследствии отдел биохимии) Ленинградского НИИ физической культуры, где проработал более 40 лет.
Автор более 250 научных работ, первой в мировой науке монографии «Очерки по биохимии спорта» (1955) и ряда книг. Под его руководством выполнены 21 кандидатская и 8 докторских диссертаций.

## Награды
- Орден «Знак Почёта» (27.04.1957) — «за успехи, достигнутые в деле развития массового физкультурного движения в стране, повышения мастерства советских спортсменов, и успешное выступление на международных соревнованиях»
- Медаль «За трудовую доблесть»
- Заслуженный деятель науки РСФСР (1971)